# العداني (السبرة)

تعديل مصدري - تعديل

العداني محلة تابعة لقرية المدهارة، التابعة لعزلة الابروة بمديرية السبرة إحدى مديريات محافظة إب في الجمهورية اليمنية.، بلغ تعداد سكانها 173 حسب تعداد اليمن لعام 2004.